# Anglický plnokrevník
Anglický plnokrevník (anglicky Thoroughbred, zkratka A1/1) je koňské plemeno. Rychlost je jediné kritérium pro zařazení do chovu. Plemeno bylo vyšlechtěno v Anglii v 18. století. Předky všech anglických plnokrevných koní jsou hřebci dovezení ze Středního Východu, kterým byla dána jména Byerley Turk, Darley Arabian a Godolphin Arabian. Pro anglického plnokrevníka je vedena uzavřená plemenná kniha – do této plemenné knihy může být zapsán pouze kůň, jehož oba rodiče jsou již zapsáni v plemenné knize anglického plnokrevníka.
Anglický plnokrevník se podílel a podílí na zušlechťování mnoha dalších plemen. V Česku se angličtí plnokrevníci chovají např. v Napajedlích nebo v Mimoni.

## Popis
Anglický plnokrevník je kůň vysoký asi 155 až 175 cm (ale není výjimkou, že jsou koně menší i vyšší), štíhlý s dlouhým krkem, výrazným kohoutkem, nezbytný je hluboký hrudník, dovolující maximální rozpínání plic. Tělo je svalnaté, silné, a přesto jemné. Hlava je ušlechtilá, jemná s rovným profilem a s velkým, živým okem. Hřbet je kratší a pevný. Záď je silná a bývá rovná nebo mírně sražená. Končetiny jsou výborně stavěné. Typická je dlouhá a šikmá lopatka. Pod kůží jsou zřetelně znát cévy, samotná srst je hedvábně jemná a krátká. Anglický plnokrevník (A1/1) se vyskytuje ve všech základních barvách. Anglický plnokrevník se především využívá pro dostihy, ale i přesto se s ním často můžeme setkat i v jiných odvětvích jezdeckého sportu. Řadí se mezi velice inteligentní koně a dokáže být věrný.

## Historie plemene
Na britských ostrovech se koně chovali už od dob Keltů. Po válce růží byl na konci 15. století v Anglii kritický nedostatek koní, tak jejich vývoz král Jindřich VII. zakázal. Jeho syn Jindřich VIII. začal podporovat dovoz zahraničních koní, především španělských, dokonce nařídil šlechtě a církevním hodnostářům, aby – podle hodnosti – musela vlastnit určitý počet jezdeckých koní. Také založil hřebčín v Elthamu, kde choval nejen těžké a pomalé rytířské koně, ale i tzv. running horses, kteří sloužili jako koně poštovní a lovečtí. Jindřichova dcera Alžběta I. si kvůli rozvoji chovu těchto koní povolala neapolského experta – Prospera d'Osmu a založila hřebčín v Tutbury.
Na začátku 17. století byl rychlý a ovladatelný kůň chovatelskou prioritou, hlavně kvůli kočárové dopravě. Velmi žádaní (ale těžko dostupní a drazí) byli orientální koně (např. arabský plnokrevník), během občanské války mnoho z nich na čas zmizelo, ale protože je potřeboval i Oliver Cromwell, dovozy pokračovaly. Za vlády Karla II. byli pro chov velmi významní James d'Arcy – vedoucí královských hřebčínů – a vrchní podkoní John Fenwick, který přímo od beduínů přivezl celé stádo arabských klisen, tzv. Royal Mares, které se staly nejdůležitějšími pramatkami anglického plnokrevníka; vliv na chov mělo i budování nových dostihových drah.

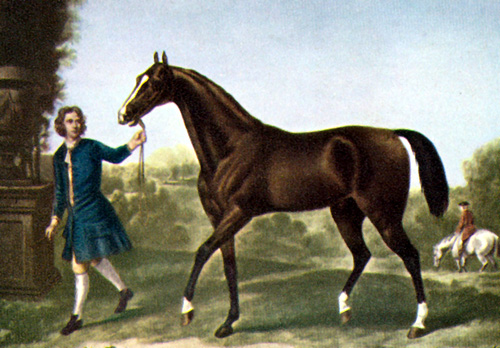
Hřebec Darley Arabian

Na konci 17. století byla Evropa napadána Turky. Jejich hřebec Byerley Turk, ukořistěný Robertem Byerleyem v roce 1687, se stal prvním z hřebců – zakladatelů plemene A1/1. Druhým hřebcem byl Darley Arabian, dovezený v roce 1704 ze Sýrie; třetím byl Godolphin Arabian, darovaný francouzskému králi a později prodaný do Anglie. Z těchto tří praotců pocházejí všichni dnešní plnokrevníci.
Chov pokračoval a rostl s popularitou rovinových dostihů. Kvůli různým podvodníkům bylo potřeba zaregistrovat původy dostihových koní, tak vznikla Všeobecná plemenná kniha (General Stud Book). Její první část vznikla už v roce 1791 (předmluva), pak byla několikrát přepracována; za první díl se považuje verze z roku 1808. Další díly od té doby vycházejí pravidelně. Na tuto „Všeobecnou plemennou knihu“ navazují všechny národní knihy, včetně české.

## Slavní koně
- Byerley Turk
- Darley Arabian
- Godolphin Arabian
- Eclipse (kůň)
- Železník
- Phar Lap (NZ)
- Secretariat (USA)
- Ruffian (USA)
- Sixteen (FR)
- Tiumen (POL)
- Orphee des Blins (FR)
- Amant Gris (FR)
- Kincsem (HU)
- Fríský